# A Nightmare Come True
A Nightmare Come True (A Dream of Murder – título alternativo) es una película de thriller de 1997, dirigida por Christopher Leitch, escrita por Gerald Di Pego y Nevin Schreiner, protagonizada por Gerald McRaney, Katy Boyer y Joel Bissonnette, entre otros. El filme fue realizado por Hallmark Entertainment, Longbow Productions, Nasser Entertainment, Nasser Group y RHI Entertainment, se estrenó el 12 de febrero de 1997.

## Sinopsis
A una mujer cuando sueña se le manifiesta paulatinamente la verdad acerca de la desaparición de su progenitora maltrecha.